# جورج تاتل
جورج تاتل (بالإنجليزية: George Tuttle)‏ هو لاعب كرة قدم أمريكية أمريكي، ولد في 14 يناير 1905، وتوفي في 20 أكتوبر 1986 في منيابولس في الولايات المتحدة.